# Maximilien de Béthune

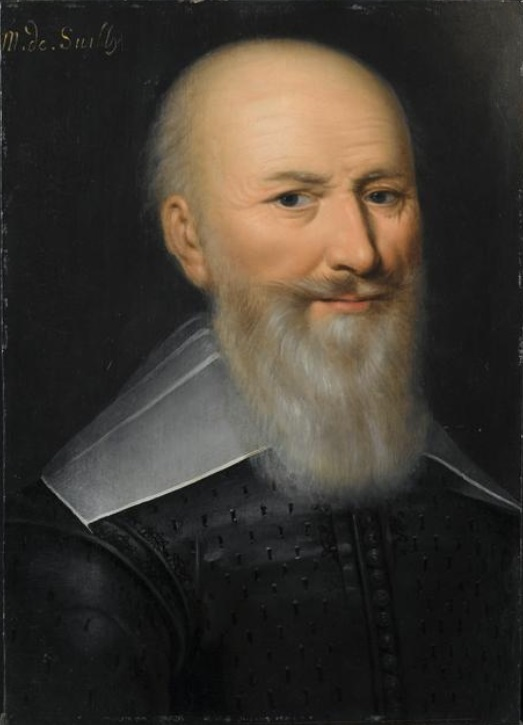
Sully rond 1630

Maximilien de Béthune, heer van Rosny, hertog van Sully, (Rosny-sur-Seine, 13 december 1559 – Villebon (Eure-et-Loir), 22 december 1641) was minister van Hendrik IV, koning van Frankrijk en Navarra. 

## Vriend van Hendrik IV

Blazoen van het Huis de Béthune

De hertog van Sully, pair de France, Maréchal de France, soevereine prins van Henrichemont en Boisbelle, baron en vervolgens markies van Rosny, markies van Nogent-le-Rotrou, graaf van Muret en Villebon, burggraaf van Meaux, was geboren in Rosny-sur-Seine, nabij Mantes. Hij behoorde tot een jongere tak van de familie, die weinig gefortuneerd was en zich bekeerd had tot het calvinisme. Die familie stamde af van de graven van Artois, nauw verwant met de graven van Vlaanderen. Sully was de tweede zoon van François de Béthune en van Charlotte Dauvet. Hij erfde de titel van baron van Rosny bij de dood van zijn oudste broer, Louis de Béthune, in 1578. 
Op 24 augustus 1572, student aan het Collège de Bourgogne in Parijs, ontsnapte hij aan de moordpartij tegen de hugenoten tijdens de Bartholomeusnacht, door te schuilen in zijn college. Hij werd een trouwe metgezel van de hugenoot Hendrik van Navarra, toekomstige koning van Frankrijk met wie hij onversaagd optrok tijdens de godsdienstoorlogen. In 1576, vocht hij met de calvinistische troepen voor het heroveren van Gent.
In 1583 sloot hij een voordelig huwelijk met de rijke erfdochter Anne de Courtenay. Hij werd zelf rijk door commerciële activiteiten, onder meer de handel in paarden voor het leger, en door de buit die hij maakte in steden die door de protestanten werden veroverd. Ondertussen was hij in 1580, kamerheer geworden van de koning van Navarra en vervolgens lid van de Raad van dit koninkrijk. Hij werd belast met het voeren van onderhandelingen met Hendrik III van Frankrijk, over de te voeren strijd tegen de Ligue van Hendrik I van Guise. Nochtans werden door het Verdrag van Nemours in 1585 de banden tussen de koning van Frankrijk en de Guises nauwer aangehaald, ten nadele van de koning van Navarra. In 1587 vocht hij, naast koning Hendrik van Navarra in de Slag bij Coutras, vervolgens bij Parijs en in de Slag bij Arques in 1589. Tijdens de Slag bij Ivry in 1590 raakte hij gewond en tijdens gevechten bij Chartres in 1591 liep hij opnieuw verwondingen op.
Hij was ondertussen weduwnaar geworden en hertrouwde in 1592 met Rachel de Cochefilet, dochter van Jacques de Cochefilet, heer van Vaucelas. Ondertussen was Hendrik III vermoord.

## Minister van Hendrik IV

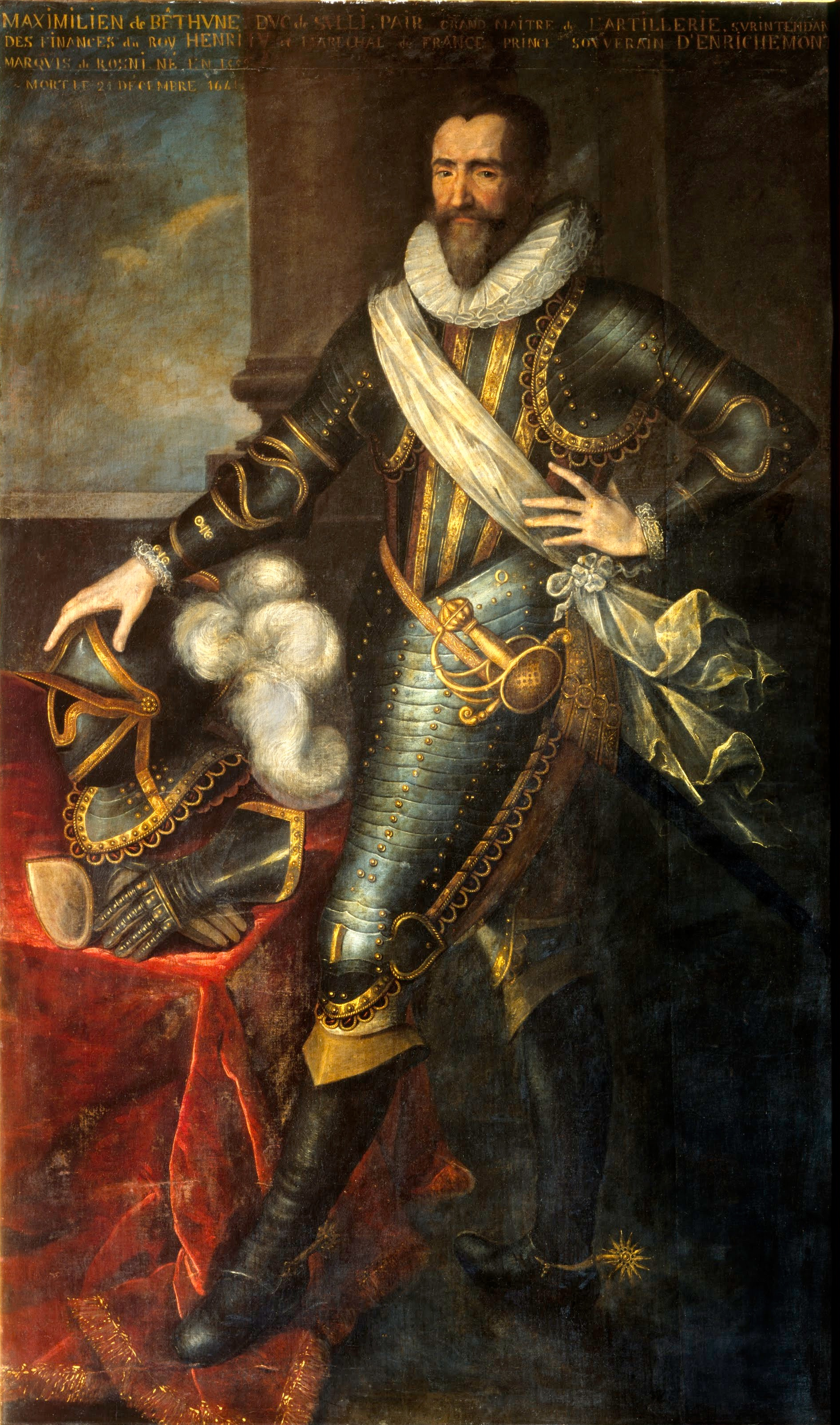
Portret

Het was Sully die in 1593, aan de nieuwe koning de raad gaf zich te bekeren tot het katholicisme, teneinde de vrede in het koninkrijk te herstellen. Zelf bleef hij calvinist. Hij onderhandelde vervolgens met de leiders van de Ligue, de markies de Villars en Karel I van Guise. Tijdens het Beleg van Amiens in 1597, voerde hij de artillerie aan.
Dat hij voortreffelijk de zaken van de koning had beheerd, maakte van Sully de aangewezen man om in 1596 in de Financieraad van het Franse koninkrijk te zetelen en in 1598, superintendent (minister) van financies te worden. Hij stelde financiële orde op zaken door het creëren in 1601 van een Gerechtskamer (Chambre de justice) die de financiële verduisteringen moest bestrijden. Hij liet zich omringen door schrandere raadslieden, onder wie de economist Barthélemy de Laffemas, die instond voor de ontwikkeling van fabrieken, het bevorderen van het artisanaat en de aanmoediging van de zijde-industrie, dankzij het planten van miljoenen moerbeibomen voor de kweek van zijderupsen.
Sully zorgde voor het innen van aanzienlijke fiscale tegoeden en loste een enorme schuldenlast af (circa 30 miljoen livre) hetgeen mogelijk maakte de oorlogen tegen Spanje en Savoie te financieren en de steden aan te kopen die nog in handen waren van de Ligue. In 1598 liet hij al de verheffingen in de adelstand annuleren die in de voorbije twintig jaar waren toegekend en schafte hij de kleine ambten in de sectoren financies en rechtspraak af. Hij legde grote voorraden aan voor de oorlogvoering en, ook al verminderde hij de belastingen, slaagde hij erin de rijkskas aanzienlijk te spijzen, met een reserve die de 30 miljoen livres bereikte. Dankzij hem kon de koning opnieuw bezit nemen van een gedeelte van het koninklijk domein dat eerder was verkocht. De edele metalen die uit de Amerikaanse kolonies naar Europa kwamen waren welkome aanwinsten voor de schatkist. Sully werd gouverneur van de Bastille in 1602, en bracht er een deel van de koninklijke schatkist in bewaring in onder.
In 1604 voerde hij de "paulette" in (jaarlijkse belasting over de eigendom van erfelijke ambten), die de erfelijkheid van sommige officies organiseerde en hiermee de inkomsten voor de Staat verhoogde.
In 1599 werd hij grootmeester van de artillerie en grootwegenopzichter, wat hem de controle gaf over alle verbindingswegen. De hoofdwegen werden hertekend, opgehoogd en gekasseid. Hij liet ook grote hoeveelheden olmen planten, in het vooruitzicht van wat aan hout zou nodig zijn voor de woningbouw en voor de scheepsbouw. Die olmen werden langs de wegen geplant en kregen de naam van les ormes de Sully. 
Hij ondersteunde voornamelijk de landbouw. Van hem is de beroemde zin: Pâturage et labourage sont les deux mamelles dont la France est alimentée, les vraies mines et trésors du Pérou. Hij gaf handelsvrijheid voor de granen en schafte een groot aantal tolgelden af die evenzoveel belemmeringen waren voor de vrije circulatie van goederen tussen de provincies. Hij zorgde voor grote verbindingswegen over land en liet ook verschillende kanalen graven, onder meer het kanaal van Briare om de Seine te verbinden met de Loire, werk dat begon in 1604 en beëindigd was in 1642. 
Hij moedigde de landbouwers aan tot overproductie, zodat kon geëxporteerd worden. Hiervoor was een groter landbouwareaal nodig en liet hij moerassen droogleggen. Om de landbouwers te beschermen, verbood hij aan de fiscus het landbouwalaam in beslag te nemen en verleende hij een vermindering op de achterstallige belastingen. Hij stelde ook paal en perk aan de verwoesting van bosgebieden en ondersteunde de uitbreiding van de wijngaarden.
Als superintendant van de vestingwerken liet hij een groot arsenaal bouwen en liet hij de grenzen versterken.
In 1606 werd hij hertog van Sully en pair en verwierf hij het kasteel van Montrond, dat hij volledig opknapte en tot de belangrijkste vestingplaats in Berry uitbreidde.

## Ontslagnemend

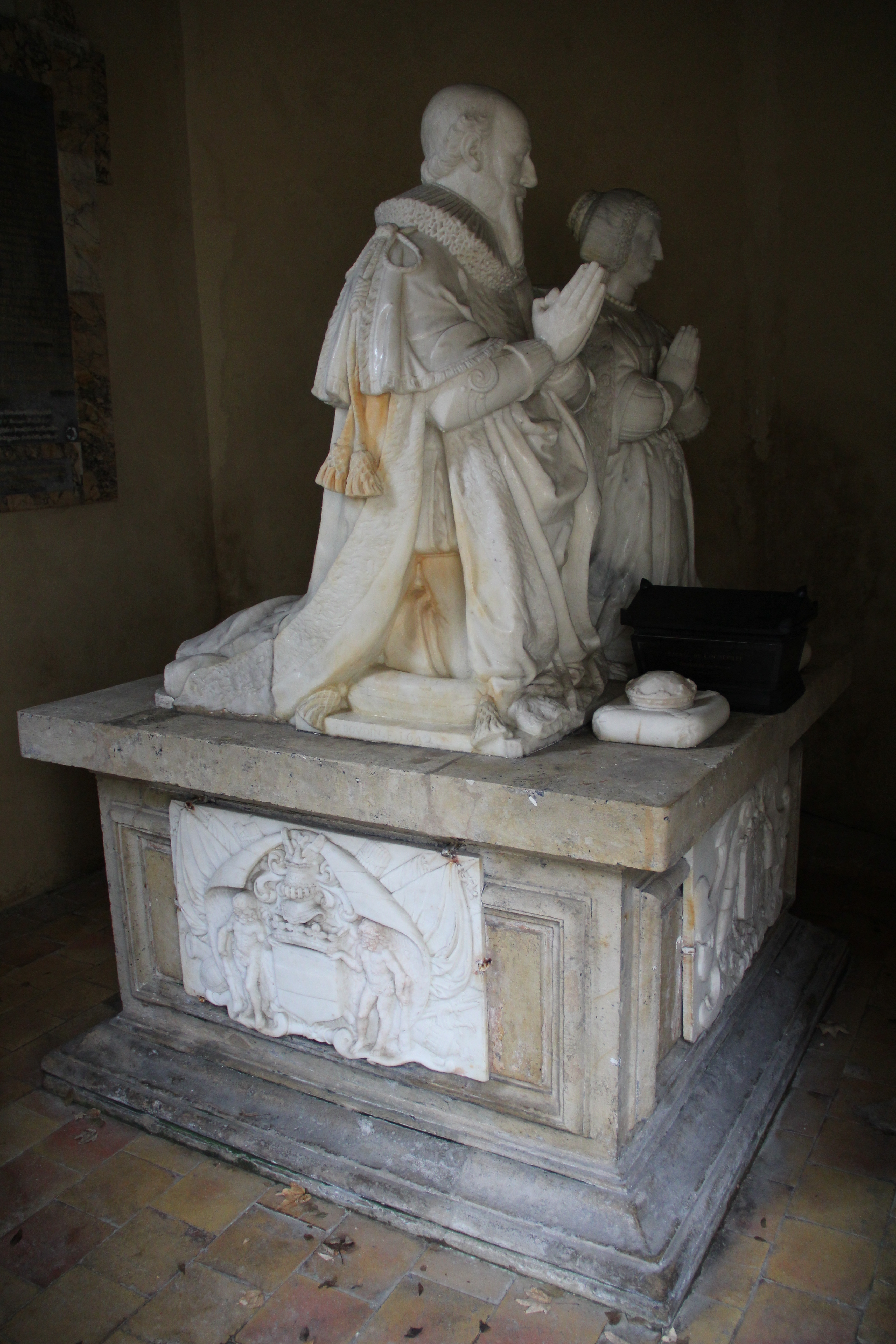
Tombe van de hertog van Sully en zijn echtgenote Rachel de Cochefilet in Nogent-le-Rotrou

Na een aantal jaren werd hij, ondanks al die verwezenlijkingen, zeer impopulair, zelfs onder de protestanten en de landbouwers, omwille van de belastingen die hij was gaan opleggen teneinde de oorlog tegen Spanje te kunnen financieren.
Na de moord op Hendrik IV in 1610, werd hij lid van de Regentschapsraad en bereidde hij de begroting voor 1611 voor. Hij werd het echter volledig oneens met de regente Maria de' Medici en nam al in 1611 ontslag als superintendant van financies. In 1616 nam hij ontslag uit het grootste deel van zijn officiële functies. Hij bleef nog gouverneur van Poitou. Voortaan verbleef hij ver van het Hof, eerst in Sully, vervolgens in Quercy, hetzij in Figeac, hetzij in Montricoux, net buiten Montauban. Hij schreef zijn memoires, maar bleef toch ook nog op politiek en religieus vlak actief. In 1634 ontving hij de staf van Maréchal de France uit de handen van kardinaal de Richelieu.
Vanaf 1605 had de zeer gefortuneerd geworden Sully het prinsdom Boisbelle aangekocht en bouwde er een nieuwe stad, Henrichemont. Architect Salomon de Brosse ontwierp de nieuwe stad, net zoals hij in Parijs de place Dauphine, de place des Vosges en het Luxemburgpaleis ontwierp. Sully bouwde de nieuwe stad als hommage aan koning Hendrik IV maar moest al in 1612 de bouw opgeven. Kort voor zijn dood bestelde Sully een grafmonument waarvoor een graftombe werd gebouwd aan de kerk Notre-Dame in Nogent-le-Rotrou, waarvan hij heer was.
Zijn zoon, François de Béthune, graaf (later hertog) van Orval werd gouverneur van Figeac, een bolwerk van calvinisme. Hij speelde een belangrijke politieke en militaire rol onder Richelieu. 

## Huwelijken en nageslacht
Sully trouwde tweemaal:
- in 1583 met Anne de Courtenay (1564-1589) met wie hij een zoon had, Maximilien II de Béthune die voor nageslacht zorgde.
- in 1592 met Rachel de Cochefilet (1562-1659) met wie hij een zoon en twee dochters had: François de Béthune, hertog van Orval, Marguerite de Béthune die trouwde met Henri II de Rohan en Louise de Béthune die trouwde met maarschalk Alexandre de Lévis Mirepoix.

## Gedrukte bronnen

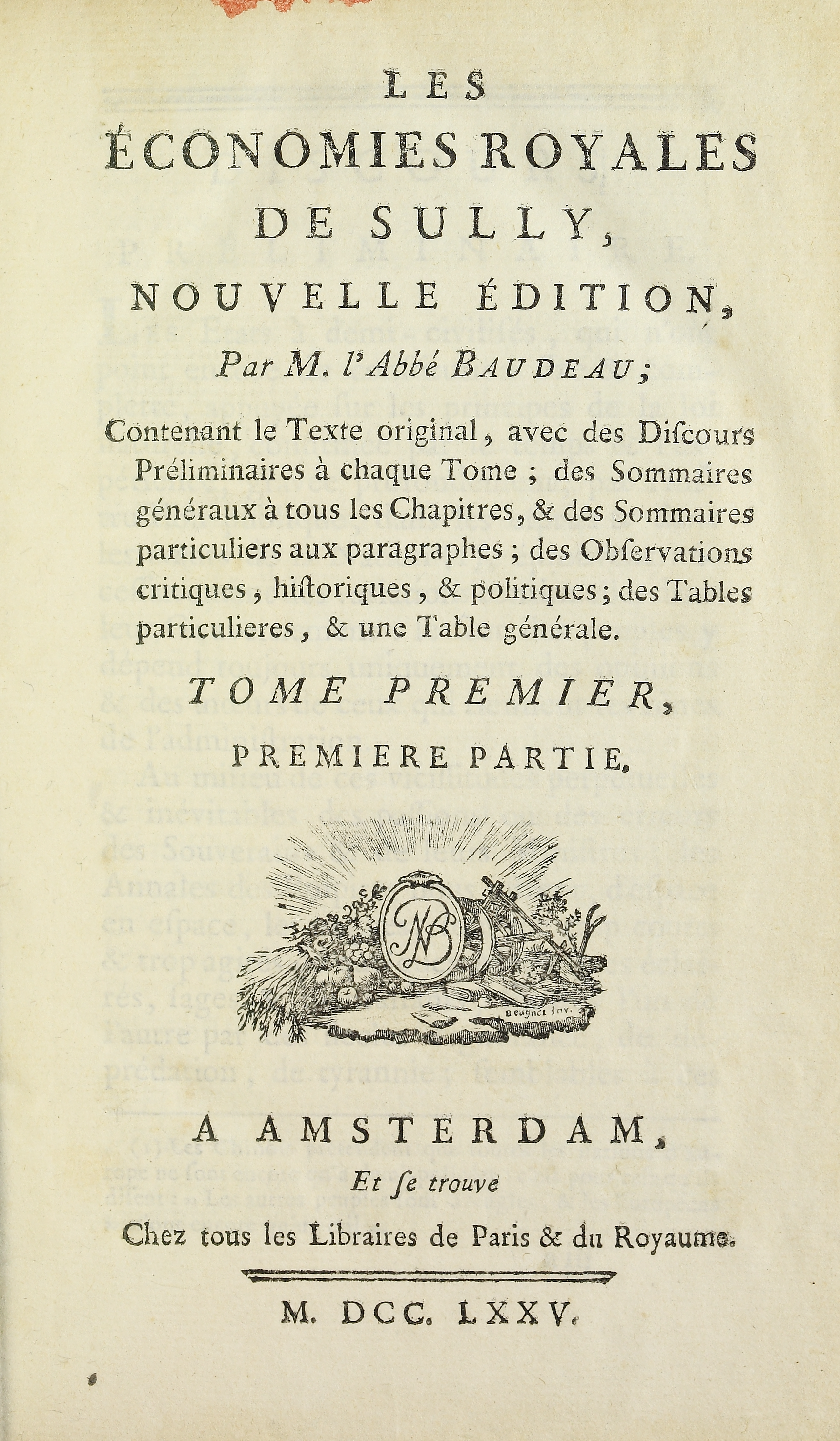
Économies royales, 1775

- Les Œconomies royales de Sully, uitgegeven door David Buisseret en Bernard Barbiche, tome I (1572-1594), tome II (1595-1599), Parijs, Librairie C. Klincksieck, 1970-1988.